# Гюльте (комуна)
Комуна Гюльте (швед. Hylte kommun) — адміністративно-територіальна одиниця місцевого самоврядування, що розташована в лені Галланд на південному заході Швеції.
Адміністративний центр комуни — місто Гюльтебрук.
Гюльте 113-а за величиною території комуна Швеції. 

## Населення
Населення становить 10 053 осіб (станом на вересень 2012 року). 
| Кількість населення комуни Гюльте за 1970-2010 роки | Кількість населення комуни Гюльте за 1970-2010 роки | Кількість населення комуни Гюльте за 1970-2010 роки | Кількість населення комуни Гюльте за 1970-2010 роки | Кількість населення комуни Гюльте за 1970-2010 роки |
| --------------------------------------------------- | --------------------------------------------------- | --------------------------------------------------- | --------------------------------------------------- | --------------------------------------------------- |
| Рік                                                 |                                                     |                                                     | Населення                                           |                                                     |
| 1970                                                | 1970                                                |                                                     | 10 990                                              | 10 990                                              |
| 1975                                                | 1975                                                |                                                     | 11 152                                              | 11 152                                              |
| 1980                                                | 1980                                                |                                                     | 11 211                                              | 11 211                                              |
| 1985                                                | 1985                                                |                                                     | 10 841                                              | 10 841                                              |
| 1990                                                | 1990                                                |                                                     | 11 143                                              | 11 143                                              |
| 1995                                                | 1995                                                |                                                     | 10 963                                              | 10 963                                              |
| 2000                                                | 2000                                                |                                                     | 10 479                                              | 10 479                                              |
| 2005                                                | 2005                                                |                                                     | 10 368                                              | 10 368                                              |
| 2010                                                | 2010                                                |                                                     | 10 177                                              | 10 177                                              |
| Джерело: SCB                                        |                                                     |                                                     |                                                     |                                                     |

## Населені пункти
Комуні підпорядковано 6 міських поселень (tätort) та 6 сільських (småort), більші з яких:
- Гюльтебрук (Hyltebruk)
- Туруп (Torup)
- Уннарюд (Unnaryd)
- Ридебрук (Rydöbruk)
- Ландерюд (Landeryd)
- Чіннаред (Kinnared)

## Галерея

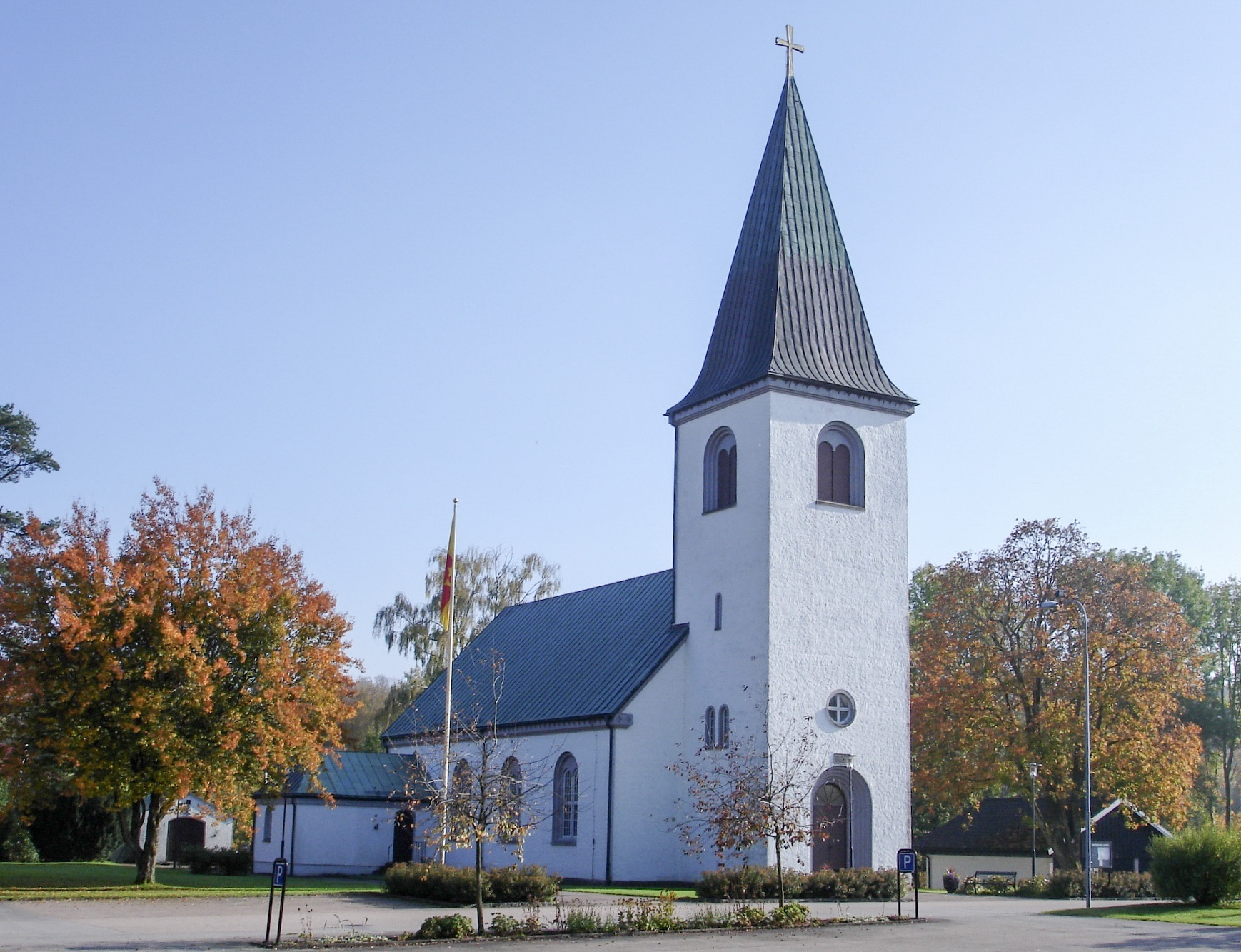
Церква (Гюльтебрук)
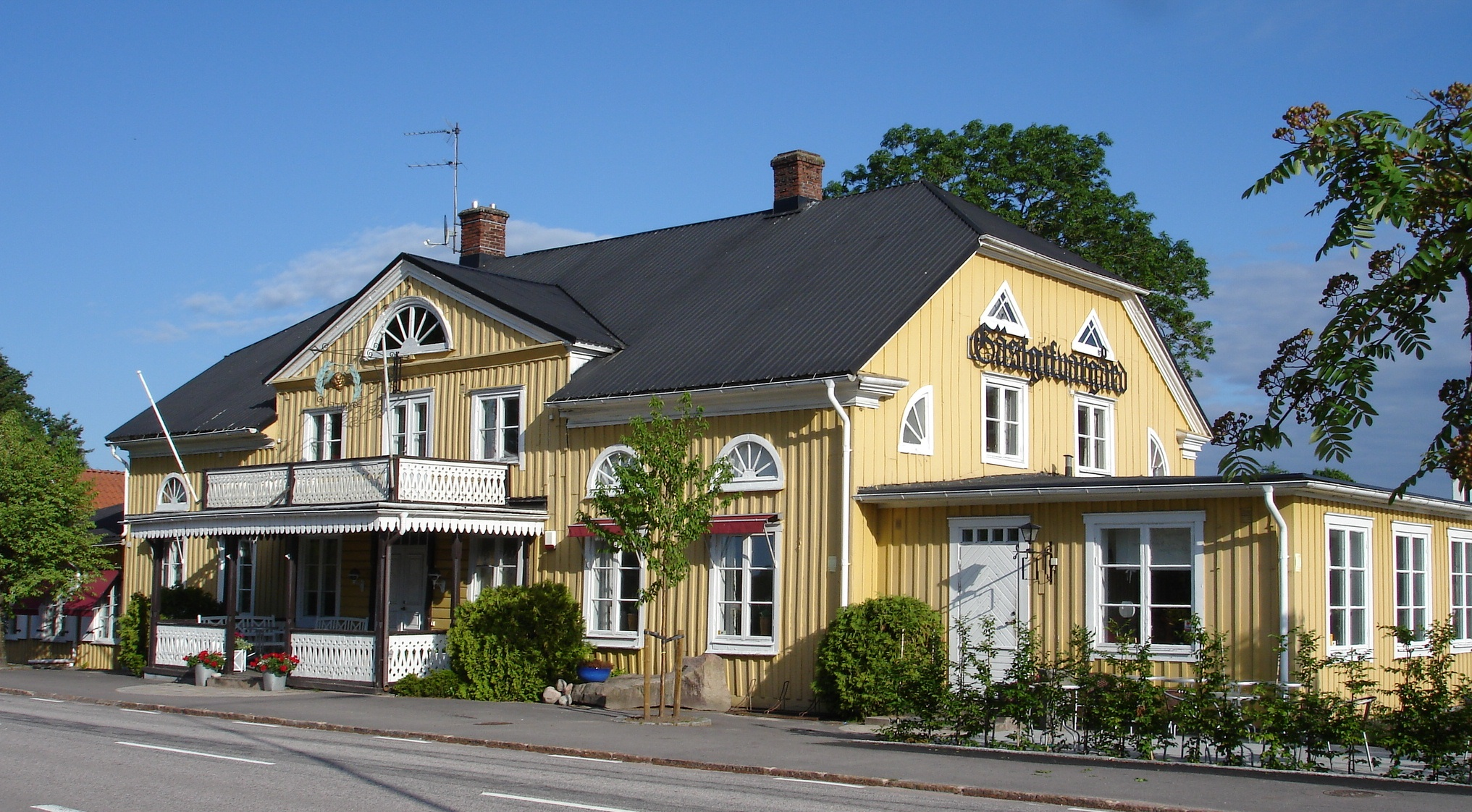
Давній готель (Турупс)
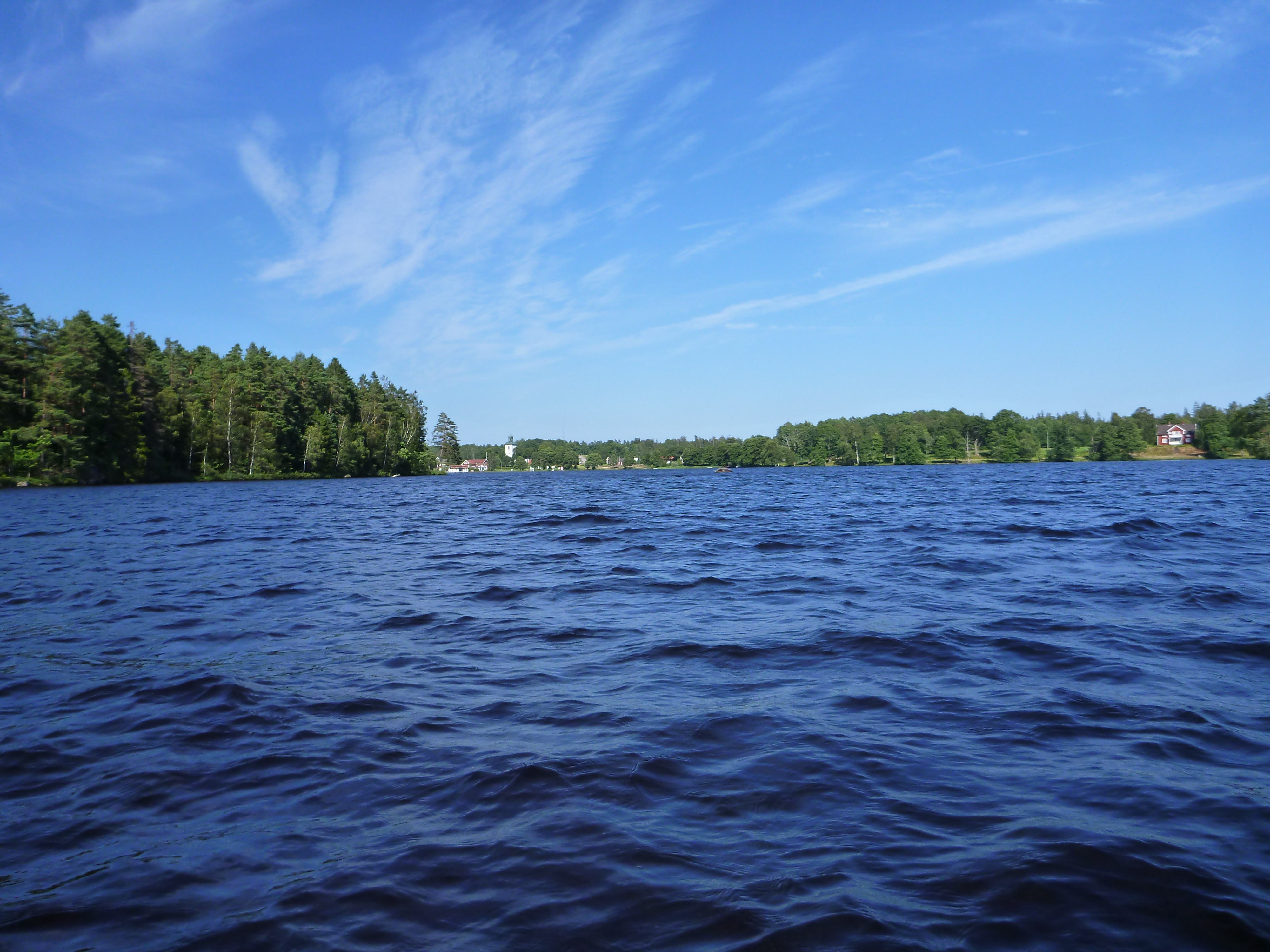
Озеро Єллунтофта
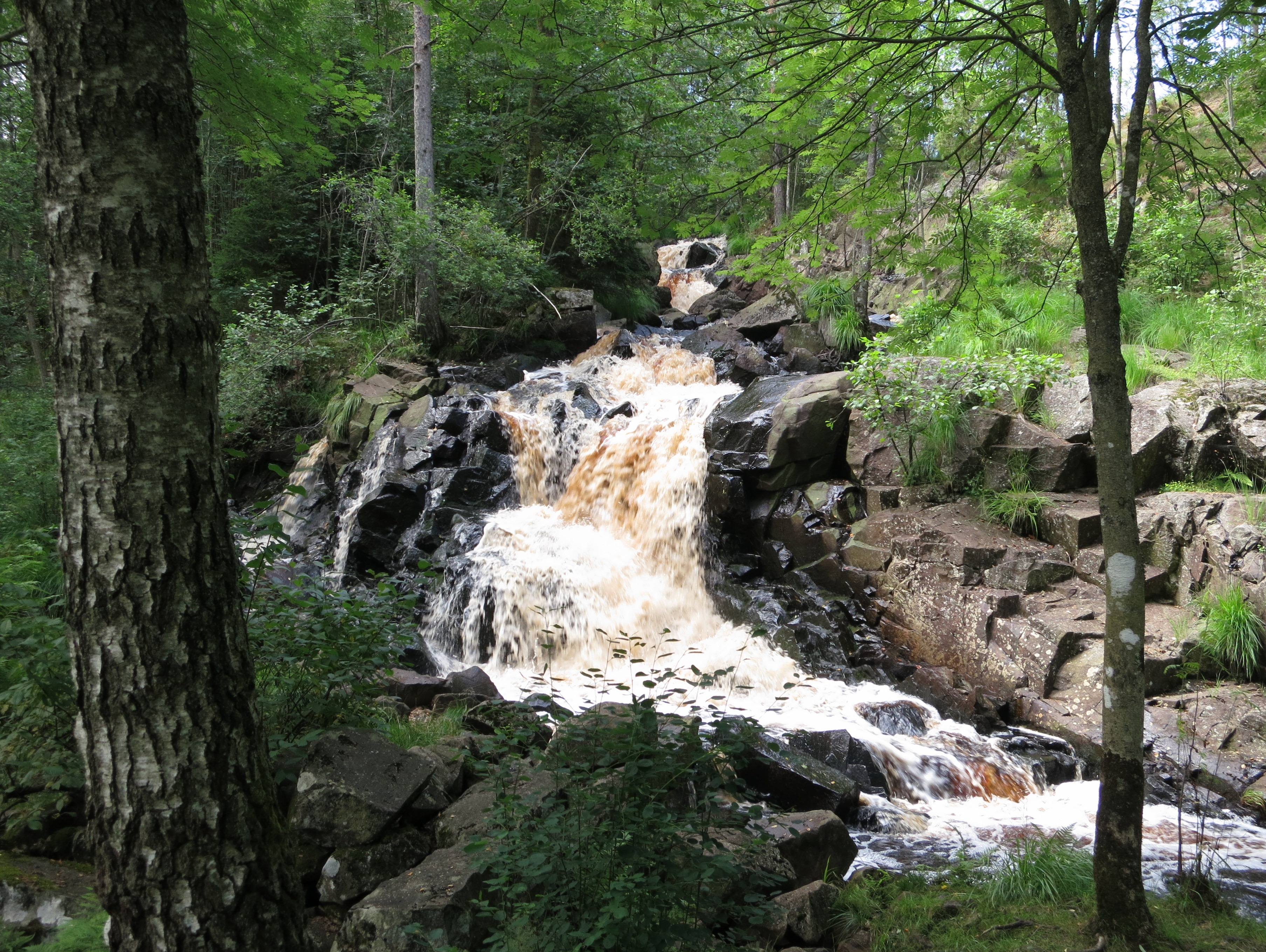
Водоспад Бусгордсфаллет

## Виноски
1. ↑  Andersson P. Sveriges kommunindelning 1863-1993 — Mjölby: Draking, 1993. — 132 с. — ISBN 978-91-87784-05-7
2. ↑  Folkmangd i riket, lan och kommuner (шв.) . Центральне бюро статистики Швеції. Архів оригіналу за 20 серпня 2013. Процитовано 27 січня 2013.